# Irgo
Irgo o Irgo de Tor es un pueblo del municipio de el Pont de Suert, en la Alta Ribagorza, provincia de Lérida (Cataluña, España). Formó parte del término de Llesp hasta su incorporación a el Pont de Suert en 1965.
En la propuesta derivada del informe popularmente denominado Informe Roca, se preveía integrar los pueblos de Llesp, Iran e Irgo en el término municipal del Valle de Bohí.

## Situación
Está situado a 1400 metros de altitud, al este del valle del Noguera de Tor, cerca y al este del pueblo de Castellón de Tor.
Se accede al pueblo por una carretera estrecha comunicando el kilómetro 7 de la carretera L-500, al noreste de Cóll, con el Pont de Suert pasando por Iran, Igüerri y Gotarta.

## Toponimia
El nombre de la localidad proviente del vasco, que significa pueblo pequeño. La primera parte del topónimo, Ir- es el mismo componente de 'Iran y Erill, entre otros. Es el elemento que significa pueblo.

## Historia
El lugar había pertenecido a la baronía de Erill, cuyos titulares cedieron Irgo de Tor a Lavaix antes del siglo XVI.
Irgo de Tor tuvo ayuntamiento propio desde la formación de los ayuntamientos modernos, a partir de la promulgación de la constitución de Cádiz, y lo mantuvo hasta 1847, año en que se vio obligado a unirse a Llesp al no alcanzar los 30 vecinos (cabezas de familia) que exigía la nueva ley municipal aprobada dos años antes.
Pascual Madoz, en su Diccionario geográfico... de 1849 describía el pueblo diciendo que estaba en un llano, combatido por todos los vientos y que tenía un clima sano pero muy frío, que producía algunas pulmonías. El pueblo, según él, estaba formado por siete casas agrupadas y una separada a un cuarto de hora, de un solo piso, que formaban una sola calle irregular, llana y sin empedrar. La parroquia estaba dedicada a la Virgen de las Nieves, y dependía de ella la de Iran. El cementerio estaba fuera de la localidad, bien ventilado. Los vecinos de Irgo disponían de agua de buena calidad en fuents próximas, y en un pozo al lado del pueblo, cuyas aguas eran calificadas por los expertos de perjudiciales para la salud. A un cuarto de hora de allí estaba la capilla rural de San Salvador.
Había una mina de barniz sin explotar y se comentaba que antiguamente se sacaba oro, pero sin que los vecinos supiesen concretar donde se hallaba aquella mina. El terreno de Irgo era montañoso y roto, de mediana calidad, y con un prado de tres jornales y un bosque comunal para leña. Se obtenía centeno, cebada, avena, legumbres y patatas, además de los pastos. Se criaban animales para lana, cabras, bueyes y vacas, cerdos, así como yeguas y asnos necesarios para le trabajo de los campos. Constituían el pueblo 4 vecinos y 25 habitantes.
En 1787 constan en Irgo de Tor 48 habitantes. En 1970 todavía mantenía 35, que habían bajado a 4 en 1981. En 2009 ha visto una ligerísima recuperación: 6 habitantes. Hoy predominan las segundas residencias. 

## Patrimonio
La iglesia de la Virgen de las Nieves es la parroquial, de una sola nave con torre-campanario. Está construida siguiendo la tradición del estilo lombardo.
También está la ermita de San Salvador, románica. Se encuentra apartada del pueblo, pero se accede a ella fácilmente por la pista asfaltada que va a Gotarta. Es una obra del románico rural del siglo XII, que ha sido reformada posteriormente. La parroquia de Irgo pertenece al obispado de Lérida, por el hecho de haber pertenecido en la Edad Media al obispado de Roda de Isábena. Forma parte de la unidad pastoral 25 del arciprestazgo de la Ribagorza y es regida por el rector de el Pont de Suert.
Detrás de la ermita de San Salvador se encuentra el Mirador de San Salvador. Su interés radica en que ofrece vistas espectaculares del Pirineo.